# Hippocrates Glacier
Hippocrates Glacier är en glaciär i Antarktis. Den ligger i Västantarktis. Argentina, Chile och Storbritannien gör anspråk på området. Hippocrates Glacier ligger 304 meter över havet.
Terrängen runt Hippocrates Glacier är kuperad åt nordost, men åt sydväst är den bergig. Havet är nära Hippocrates Glacier åt sydost. Trakten är obefolkad. Det finns inga samhällen i närheten. 